# 蔡萬才
蔡萬才（1929年8月5日—2014年10月5日），原名蔡萬財，字岳峰，臺灣苗栗縣竹南鎮人，國立台灣大學法律學系畢業，台灣企業家與中國國民黨籍政治人物，與兄長蔡萬春、蔡萬霖同為國泰集團的創始人，在分家後，另創立富邦集團。在2012年，經富比士雜誌評選為台灣首富。

## 家庭背景

### 家世
父親是蔡福安。家族世代務農，父親蔡福安，育有五男三女。
兄長是蔡萬春、蔡萬霖。蔡萬才排行第四。長兄蔡萬生英年早逝，帶領蔡家走出貧窮的是二哥蔡萬春。15歲時，北上投靠台北大姨父陳芋，後來製造「丸萬醬油」及「丸萬米醋」。二次大戰爆發後，臺灣原本靠日本內地供應的醬油與米醋，一夕短缺，「丸萬醬油」及「丸萬米醋」趁勢崛起，蔡萬春帶領著弟弟們大賺60萬元，成為發展家族事業的第一桶金。之後，蔡萬春把賺來的錢購買地、收租，逐漸的錢滾錢，家境漸趨穩定，蔡萬才才能接受高等教育，成為家族內第一個大學生。大四時父親中風，蔡萬才休學在家照顧父親。

### 家庭
他的夫人是蔡楊湘薰（日治時期政治運動家楊肇嘉之女），透過陳重光說媒而成。二人育有4名子女蔡明忠、蔡明興、蔡明玟、蔡明纯。
蔡明玟嫁許子秋次子許哲銘，蔡明纯嫁許張愛簾子許明仁。

## 生平

### 求學
高中畢業於臺北市立建國高級中學，1954年自國立台灣大學法律學系畢業。曾捐建國立臺灣大學法律學院新教學大樓，並命名為「萬才館」。

### 從政
1972年當選第一屆增額立法委員，1975年，再次当选第二届增额立法委员，1976年加入中國國民黨。1980年三度当选立法委员。到了第四屆，國民黨改提其他人，讓他見識到政商關係的不確定性。蔡萬才曾感嘆當時立院以老立委居多，如同公務員，全是為了政策護航，民選立委人數太少，無用武之地，往後他堅持自己是「改革派」。2000年民主進步黨政治人物陳水扁當選中華民國總統後，蔡萬才曾任總統府資政，2004年主動辭職。二次金改時的公股銀行投標案，富邦也沒碰，因此逃過一劫。

### 分家
1979年國泰集團分家，蔡萬才執掌國泰產物保險，後來因此成立了富邦集團。

### 過世
2014年10月5日身體向來硬朗的他，驟然辭世，外界愕然。媒體壹週刊調查，週日（5日）清晨，太太蔡楊湘薰發現他倒在地板上，經送醫發現是心肌梗塞，搶救不治。享壽86歲。
2014年12月23日追思紀念會，馬英九總統頒贈褒揚令肯定蔡萬才先生畢生對國家產業發展及社會公益服務的貢獻，包括強化金融風險管控、拓展前瞻電信市場；興辦富邦慈善、文教、藝術基金會，建構公益服務平臺；濟拯公傷殉職員警、捐贈母校教學館舍、獎進寒微青年學子；連任三屆立法委員，復膺聘行政院顧問、總統府資政，推動國家賠償法案，暢申基層民瘼福祉。褒揚令中更推崇蔡萬才總裁「綜其生平，打造國際金融版圖，踐履社福文教志業，端木陶朱，貨殖長懋；碩行聲采，德垂後昆。」
富邦在追思紀念會中宣布設立「蔡萬才台灣貢獻獎」，將獎勵對台灣社會有重大貢獻的個人或團體。將於2015年舉行第一屆頒獎，爾後每兩年舉辦一次，每屆將選出兩位(組)得獎人，每人(組)獎金新台幣1000萬元。同時將成立「蔡萬才台灣貢獻獎委員會」，聘請包括中央研究院院長翁啟惠、中華文化總會會長劉兆玄、前監察委員吳豐山、台積電董事長張忠謀、天下雜誌群董事長殷允芃、聯合文學出版社社長蔣勳等賢達人士擔任委員，共同辦理提名及評選事宜。

## 選舉紀錄
| 年度 | 選舉屆數                     | 選舉區               | 所屬政黨   | 得票數  | 得票率 | 當選標記 | 備註 |
| ---- | ---------------------------- | -------------------- | ---------- | ------- | ------ | -------- | ---- |
| 1972 | 第一屆立法委員第一次增額選舉 | 臺北市立法委員選舉區 | 無黨籍     | 75,123  | 15.11% |          |      |
| 1975 | 第一屆立法委員第二次增額選舉 | 臺北市立法委員選舉區 | 無黨籍     | 104,961 | 18.53% |          |      |
| 1980 | 第一屆立法委員第三次增額選舉 | 商業團體             | 中國國民黨 | 30,861  | 44.49% |          |      |

## 評價
- 2008年6月，富比士公佈蔡萬才財富淨值五十一億美元，排名為台灣第四大富豪[5]。
- 2009年3月，富比士雜誌公佈其財富為1084億新台幣，位居台灣第一大富豪[6]。
- 2012年3月，富比士公佈全球富豪排行榜，蔡萬才以65億美元成為台灣首富[7]。

## 註解
1. ↑  第一次增額立法委員當選時名萬財，第二次增額立法委員當選時名萬才

## 外部連結
- 蔡萬才台灣貢獻獎 （页面存档备份，存于）